# كنيسة الشهيد العظيم مارجرجس (دسوق)
كنيسة الشهيد العظيم مار جرجس، تقع بمدينة دسوق بمصر تتبع الكنيسة القبطية الأرثوذكسية، تأسست عام 1919 بمرسوم من السلطان فؤاد الأول، ثم أعيد ترميمها عام 1967 في عهد الرئيس المصري الراحل جمال عبد الناصر. والكنيسة تقدم خدمات مختلفة لرعاية المحتاجين وكبار السن إلى جانب بعض الأنشطة الرياضية والثقافية.
راعي الكنيسة الحالي هو القمص بطرس بطرس بسطروس.